# Engelwirtshaus (Stadtschwarzach)

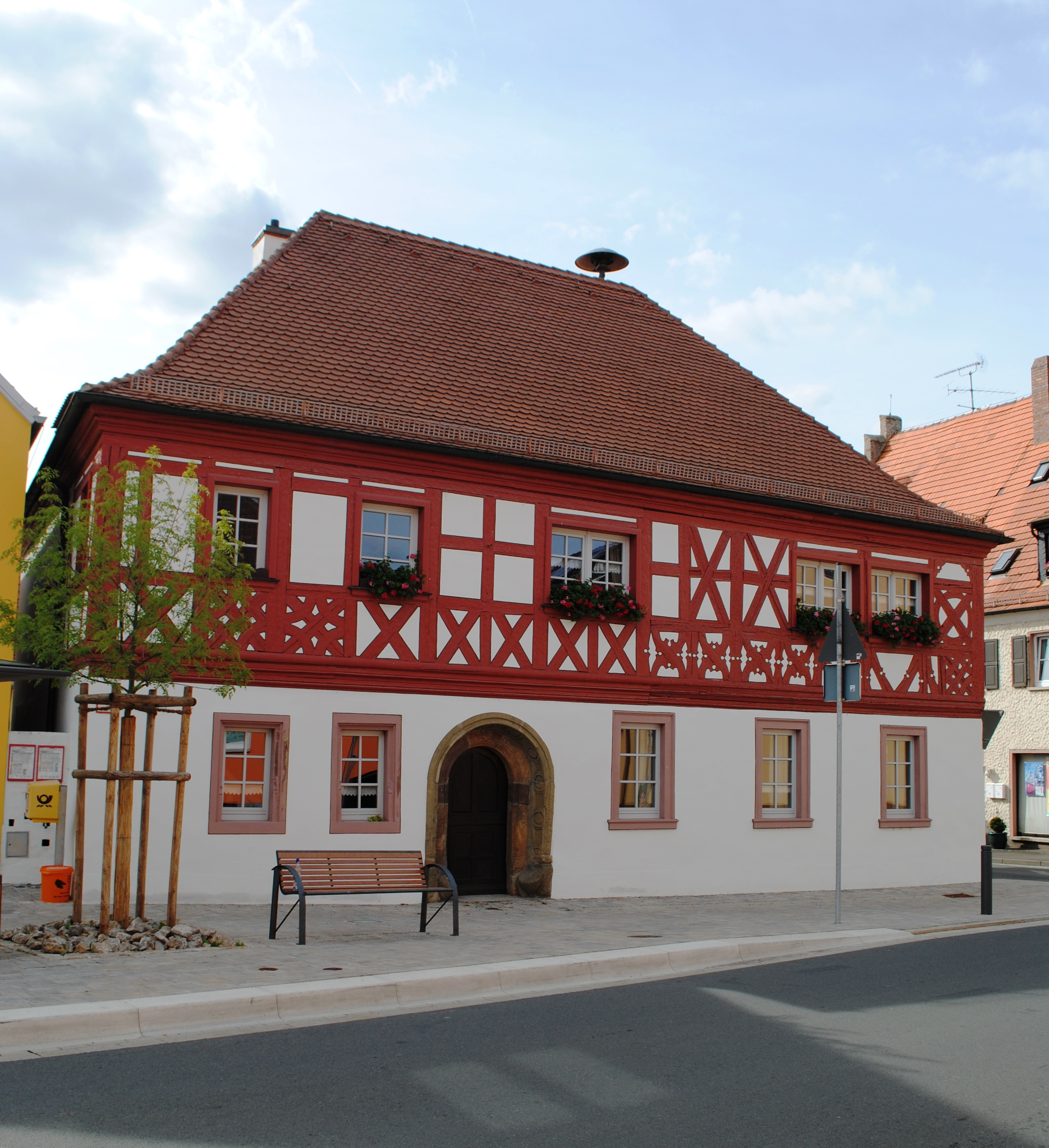
Das Haus am Marktplatz

Das Engelwirtshaus ist ein denkmalgeschütztes Gebäude in Stadtschwarzach, einem Ortsteil des unterfränkischen Marktes Schwarzach am Main. Es wird auch Lang-Haus genannt und steht am Rande des Marktplatzes des Ortes.

## Geschichte
Im Mittelalter war das Engelwirtshaus die Schankstube der Stadt Schwarzach. Als gesellschaftlichen Mittelpunkt des Ortes erneuerte man das Haus Ende des 16. Jahrhunderts und errichtete ein Gebäude, das dem damaligen Stil der Renaissance entsprach. 1583 war das Wirtshaus fertiggestellt und wieder die Trinkstätte der Gemeinde. Im Laufe der Jahrhunderte verlor das Haus seine Bedeutung und kam in verschiedene private Hände. Zuletzt gehörte das Haus der Familie Meidel, die es noch als Wirtshaus betrieb. Georg Lang heiratete die letzte Besitzerin Frieda Meidel, nach dem es bis heute im Dorf Langs Haus genannt wird.
Nach mehreren Renovierungen im 19. Jahrhundert wurde das Haus im Jahr 1983 restauriert. Grund dafür war der Umzug des Marktgemeinderates und des Gemeindearchivs in das Obergeschoss des Hauses. Im Untergeschoss war eine Bankfiliale eingezogen. Mittlerweile steht das Erdgeschoss leer, eine Sirene wurde auf dem Gebäudedach angebracht. Das Bayerische Landesamt für Denkmalpflege ordnet das Gebäude als Baudenkmal unter der Nummer D-6-75-165-52 ein.

## Architektur
Das Lang-Haus ist ein Traufseithaus, das zum Marktplatz von Stadtschwarzach überleitet. Es ist zweigeschossig und besitzt ein  im Erdgeschossund ein Walmdach. Auf der Straßenseite gliedern fünf einbahnige Rechteckfenster im Erdgeschoss den Bau. Ihre Gewände sind profiliert, dazwischen befindet sich ein Rundbogenportal aus Sandstein mit runden, umrandeten Scheiben, dessen putzbündiges Gewände in zwei Stufen nach innen versetzt ist.  Im inneren Rundbogen erkennt man feine Profilrillen, der Scheitelstein wird von einer Wappenkartusche mit den Buchstaben „SSM“  beherrscht. Umrahmt wird er von der Zahl „1583“. Darunter werden zwei Sitzpostamente als Ruheplatz genutzt.
Das Obergeschoss wird ebenfalls von fünf Fensterachsen beherrscht mit zwei einbahnigen Fenstern links und drei zweibahnigen Rechteckfenstern rechts. Das Fachwerk wird aus unterschiedlichen Ornamenten, Kreuzfriesen und Andreaskreuzen gebildet. Auch auf der Gebäuderückseite ist ein Portal angebracht, dessen Gewände lediglich mit einfachen Rankwerkonsolen verziert sind.